# 偉鬣獸
偉鬣獸屬（学名：Megistotherium），也称大鬣兽属，是肉齒目的一属巨型动物，生存於約2400萬年前中新世早期，是當時最大型的陸上肉食性哺乳動物之一。
牠們的化石是在埃及及利比亞發現，肯定是非洲最大的掠食者。牠們比美洲野牛還要大，超過5-6米長及重約1500公斤，頭顱骨估計超過1米長。偉鬣獸有可能與蒙古安氏中獸互相競爭。偉鬣獸是肉齒目中體型最大的。
偉鬣獸的裂肉齒是在第一臼齒，及與下臼齒重疊成像剪刀般，可產生利害及強大的剪力。雖然牠的體型很大及笨重，牠可以獵食大型的獵物。偉鬣獸有時會吃腐肉。於中新世時撒哈拉沙漠是較為肥沃，大部份地方都是草原及有豐富的雨量，且有湖及池提供水份予動物群。偉鬣獸及其他的掠食者都有足夠的獵物供應。在偉鬣獸的化石附近亦發現了乳齒象的骨頭，顯示牠們可能是獵食乳齒象的。
偉鬣獸的近親是Hyainailouros，在體型及結構上都很相似，如有長的尾巴、短的四肢及粗壯的軀體，並且有可能是屬於同一屬的。

## 下属物种
本属包括以下物种：
- 碎骨大鬣兽 Megistotherium osteothlastes (Savage, 1973)